# Molsheim
Molsheim je francouzská obec v departementu Bas-Rhin v regionu Grand Est. V roce 2010 zde žilo 9 215 obyvatel. Je centrem arrondissementu Molsheim.

## Vývoj počtu obyvatel
Počet obyvatel